# Местни избори в Тюрингия (2009)
Местните избори в провинция Тюрингия (Германия) през 2009 година се състоят на 7 юни.
Преди това на 11 април 2008 г. Конституционния съд на Тюрингия премахва 5-процентовата ограничителна бариера.

## Избирателна активност
Избирателната активност е по-висока в сравнение с изборите през 2004 г. В повечето окръзи тя варира между 50 и 60 процента.

## Резултати

### Градове и окръзи
- ХДС: 33,3 %, 343 места, -7,6 % с 90 места по-малко
- Левица: 20,7 %, 223 места, -3,9 % с 46 места по-малко
- СДП: 20,3 %, 201 места, +4,7 % с 36 места повече
- СвДП: 7,4 %, 78 места, +2,7 % с 46 места повече
- Зелените: 4,5 %, 45 места, +1 % с 23 места повече
- други: 13,8 %, 146 места, +3,1 % с 27 места повече

### Общински съвети
- ХДС: 27,7 %, 2404 места, -4,9 % с 482 места по-малко
- Левица: 13,9 %, 694 места, -1,3 % с 65 места по-малко
- СДП: 14,4 %, 766 места, +2,5 % с 80 места повече
- СвДП: 4,7 %, 280 места, +1,0% с 6 места повече
- Зелените: 2,3%, 37 места, +0,4 % с 11 места повече
- други: 37,0%, 5408 места, +2,3 % с 95 места повече